# Hayat Bakshi Begum
Hayat Bakshi Begum, död 1667, var regent i Golkonda 1626 som förmyndare för sin son Abdullah Qutb Shah.
Hon var dotter till sultan Muhammad Quli Qutb Shah av Golkonda och gift 1607 med Sultan Muhammad Qutb Shah, som 1611 efterträdde hennes far på tronen. Vid makens död 1626 blev hon regent som förmyndare för sin fjortonåriga son. Även efter sin sons myndigförklaring förblev hon djupt politiskt involverad och slöt själv politiska fördrag, så som fredsfördraget med Mogulriket 1656.